# لوویسا لنارتسون
لوویسا لنارتسون (انگلیسی: Lovisa Lennartsson؛ زادهٔ ۱۰ ژانویهٔ ۱۹۹۸) بازیکن فوتبال اهل سوئد است.